# Kungariket England
Kungariket England (engelska: Kingdom of England) var från år 927 till 1707 en stat till nordväst om Kontinentaleuropa. När Kungariket England var som störst täcktes två tredjedelar av ön Storbritanniens södra del (både dagens England och Wales) och flera mindre avlägsna öar, som i dag består av jurisdiktionen England och Wales. Riket hade en landgräns med Kungariket Skottland i norr, och i början av perioden var dess huvudstad och kungliga residensstad Winchester, men Westminster och Gloucester medgavs nästan lika status där Westminster successivt fick företräde.

## Historik
Ur den anglosaxiska bosättningen på ön Storbritannien växte en rad mindre kungariken fram. Från 500- till 700-talet bestod den huvudsakliga uppdelningen av den så kallade Heptarkin, vars sju riken var de största eller starkaste i området. Det är dessa områden som, under Alfred den store, kung av Wessex, börjar enas i kampen mot vikingarna. 
Alfred utropar sig som anglosaxarnas kung, och kungariket England som nationalstat kan därför anses ha uppstått på slutet av 800-talet under Alfred, eller i början av 900-talet under hans efterträdare Edvard den äldre och Athelstan av England. 
Den normandiska invasionen av Wales från 1066 till 1283 (formaliserades med Rhuddlanstadgan år 1284) förde Wales under engelsk kontroll. Wales införlivade i det engelska rättssystemet av Henrik VIII genom Laws in Wales Acts 1535-1542. 
Från 1603 styrdes England och det angränsande Kungariket Skottland av samma regent i en personalunion, men de båda länderna var fortsatt skilda stater. England och Skottland förenades för att skapa Kungariket Storbritannien genom Unionsakterna 1707. Till riket hörde även Irland, och så småningom endast Nordirland. Trots dessa införlivanden och en politisk union utgör England, Skottland, Nordirland och Wales fortsatt Storbritanniens fyra riksdelar.
City of Westminster blev de facto-huvudstad för Kungariket England i början av 1100-talet, genom Edvard Bekännarens kloster- och slottsbyggen där. Senare har Westminster växt samman med City of London, och huvudstaden för Kungariket England och dess efterföljare (Kungariket Storbritannien 1707–1801, Förenade kungariket Storbritannien och Nordirland sedan 1801) har alltså varit belägen i samma befolkningsområde i nästan 1 000 år.